# Championnat du Suriname de football 2011-2012
Navigation
Saison précédente Saison suivante
La saison 2011-2012 du Championnat du Suriname de football est la soixante-seizième édition de la Hoofdklasse, le championnat de première division au Suriname. Les dix formations de l'élite sont réunies au sein d'une poule unique où elles s'affrontent trois fois au cours de la saison. À l'issue de la compétition, le dernier du classement est relégué tandis que le 9e doit disputer un barrage de promotion-relégation face au vice-champion de Eerste Klasse.
C'est le SV Robinhood qui remporte la compétition cette saison après avoir terminé en tête du classement final, avec onze points d'avance sur l'Inter Moengotapoe et treize sur le tenant du titre, Walking Bout Company. Il s’agit du vingt-troisième titre de champion du Suriname de l'histoire du club.

## Les clubs participants
- SV Voorwaarts
- SV Boskamp
- SV Leo Victor
- Inter Moengotapoe
- SV Notch - Promu de Eerste Klasse
- SV Excelsior
- Walking Bout Company
- SV Transvaal
- SCSV Kamal Dewaker
- SV Robinhood

## Compétition
Le barème de points servant à établir les différents classements se décompose ainsi :
- Victoire : 3 points
- Match nul : 1 point
- Défaite : 0 point

### Phase régulière
| Rang | Équipe                | Pts | J  | G  | N  | P  | Bp | Bc | Diff |
| ---- | --------------------- | --- | -- | -- | -- | -- | -- | -- | ---- |
| 1    | SV Robinhood          | 61  | 27 | 19 | 4  | 4  | 75 | 29 | +46  |
| 2    | Inter MoengotapoeC    | 50  | 27 | 13 | 11 | 3  | 56 | 32 | +24  |
| 3    | Walking Bout CompanyT | 48  | 27 | 15 | 3  | 9  | 55 | 44 | +11  |
| 4    | SV Leo Victor         | 46  | 27 | 14 | 4  | 9  | 49 | 40 | +9   |
| 5    | SV Transvaal          | 42  | 27 | 11 | 9  | 7  | 38 | 28 | +10  |
| 6    | SV Boskamp            | 31  | 27 | 9  | 4  | 14 | 49 | 62 | -13  |
| 7    | SV NotchP             | 30  | 27 | 8  | 6  | 13 | 37 | 56 | -19  |
| 8    | SV Excelsior          | 29  | 27 | 8  | 5  | 14 | 41 | 58 | -17  |
| 9    | SV Voorwaarts         | 27  | 27 | 8  | 3  | 16 | 38 | 54 | -16  |
| 10   | SV Kamal Dewaker      | 15  | 27 | 4  | 3  | 20 | 19 | 54 | -35  |

|  | Champion du Suriname 2011-2012                                                       |
|  | Participation au barrage de relégation                                               |
|  | Relégation directe en Eerste Klasse                                                  |
|  | T : Tenant du titre C : Vainqueur de la Coupe du Suriname P : Promu de Eerste Klasse |

#### Barrage de promotion-relégation
| Équipe 1           | Résultat | Équipe 2      | Aller | Retour |
| ------------------ | -------- | ------------- | ----- | ------ |
| Randjiet Boys (D2) | 2 - 1    | SV Voorwaarts | 1 - 0 | 1 - 1  |

- Le club de Randjiet Boys prend la place du SV Voorwaarts en Hoofdklasse.

## Bilan de la saison
| Championnat du Suriname de football 2011-2012 |                                 |
| Champion                                      | SV Robinhood (23e titre)        |
| Coupes et trophées                            |                                 |
| Vainqueur de la Coupe du Suriname 2011-2012   | Inter Moengotapoe               |
| Qualifications continentales                  |                                 |
| CFU Club Championship 2013                    | Aucun                           |
| Promotions et relégations                     |                                 |
| Promus en Hoofdklasse                         | Randjiet Boys                   |
| Promus en Hoofdklasse                         | Sportvereniging Nationaal Leger |
| Relégués en Eerste Klasse                     | SCSV Kamal Dewaker              |
| Relégués en Eerste Klasse                     | SV Voorwaarts                   |